# Le Normal et le Pathologique
Le Normal et le Pathologique est une œuvre du philosophe et médecin Georges Canguilhem. Elle réunit l'Essai sur quelques problèmes concernant le normal et le pathologique (thèse d'exercice publiée initialement en 1943) et les Nouvelles Réflexions concernant le normal et le pathologique (série de trois courts chapitres ajoutés en 1966). Il s'agit d'un ouvrage d'épistémologie médicale souvent cité pour les éclaircissements qu'il apporte au concept philosophique de norme.

## L’Essaide 1943
L'ouvrage est issu de la thèse de médecine de Georges Canguilhem, soutenue en 1943.
Publié initialement à part comme écrit académique, l’Essai sur quelques problèmes concernant le normal et le pathologique se compose de deux parties, dont les titres énoncent à chaque fois la question traitée — respectivement : « L'état pathologique n'est-il qu'une modification quantitative de l'état normal ? » puis « Y a-t-il des sciences du normal et du pathologique ? ».
La première question est traitée sous un angle historique, en se focalisant sur la réception du principe attribué à François Broussais — « Il y a identité du normal et du pathologique, aux variations quantitatives près » — chez Claude Bernard et René Leriche. Sous le titre « Les implications d'une théorie », le dernier chapitre conclut cette étude historique et opère la transition avec la seconde partie (plus conceptuelle) de la thèse en affirmant que la théorie qui assimile les états normaux et pathologiques aux variations quantitatives près est motivée avant tout par la volonté de rendre l'art médical scientifique, de le réduire à une biologie appliquée,.
C'est donc pour envisager cette question à nouveaux frais que la seconde partie de l’Essai se demande : « Y a-t-il des sciences du normal et du pathologique ? » La discussion porte cette fois sur l'analyse conceptuelle de la notion d'anormalité : en distinguant le sens descriptif du mot « normal » (est dit normal ce qui entre dans la moyenne, ce qui suit la loi normale) et son sens normatif (qui implique un jugement de valeur, où l'on dit normal ce qui est conforme, satisfaisant, efficace), Canguilhem propose de distinguer l’anomal (qui correspond à une anomalie, entendue par l'auteur comme une simple exception statistique, sans aucune connotation péjorative) et l’anormal (qui correspond à une infraction à la norme, réduisant la qualité du fonctionnement organique optimal voire compromettant sa viabilité). Insister ainsi sur le fait que tout jugement qui déclare un état anormal donc pathologique est un jugement normatif permet à Canguilhem d'avancer sa thèse célèbre : « En matière de normes biologiques, c'est toujours à l'individu qu'il faut se référer », c'est-à-dire que le caractère gênant, délétère, problématique de l'état concerné doit être évalué par le patient lui-même. Le médecin ne peut donc pas — dans cette perspective — déclarer un individu « malade » sans l'avoir consulté en lui demandant son point de vue sur son propre état : le simple fait de présenter des marqueurs biologiques « hors-norme » (en excès ou en défaut par rapport aux valeurs de références) n'est pas, selon Canguilhem, un critère suffisant pour discriminer l'état de santé et celui de maladie.
L'ouvrage de G.Canguilhem demeure dans le temps comme l'une des références majeures en dehors même du champ philosophique, tant dans le domaine de la psychologie que celui de la psychiatrie  ou de la psychanalyse. C'est que les distinctions permises entre un état dit « normal » et un état dit « pathologique », le long de l'ouvrage, semblent tout à la fois entériner une différence d'état et pour autant échapper à une délimitation parfaitement stricte et définie. S'il existe bien un état malade, celui-ci ne peut être élevé au niveau du concept et d'une généralité universelle, philosophique comme Canguilhem en était par ailleurs ce représentant si rigoureux et respecté. La « maladie » doit être rapportée au contraire à la mesure du sujet individuel où la norme ne se réfère plus à autre chose qu'une référence à elle-même, autant qu'elle peut « tolérer » des modifications de son environnement, sans mettre en péril le reste de cet ensemble vivant humain corporel et psychique, la norme étant ici cet ensemble justement capable ou non de modifier ses propres formes et échelles de valeurs adaptatives sans se mettre en déséquilibre.

## LesNouvelles Réflexions(1963-1966)
Précédés d'un avant-propos intitulé « Vingt ans après », trois chapitres indépendants constituent cette seconde partie de l'ouvrage. « Du social au vital » discute les spécificités du concept de norme sociale, par opposition au concept original de « norme vitale » développée dans l'Essai. « Sur les normes organiques chez l'homme » discute le concept d'homéostasie de Walter Bradford Cannon en le confrontant au concept canguilhémien de « normativité » vitale. Enfin, « Un nouveau concept en pathologie : l'erreur » envisage l'objection qu'oppose la découverte des maladies génétiques aux thèses de 1943 sur la définition de la pathologie.

## Édition
- Georges Canguilhem, Le Normal et le Pathologique, Paris, Presses universitaires de France, coll. « Quadrige », 2013, 12e éd., 300 p. (ISBN 978-2-13-061950-5, lire en ligne ) - accès gratuit par la bibliothèque Wikipédia